# Orges (Haute-Marne)
Orges település Franciaországban, Haute-Marne megyében. Lakosainak száma 351 fő (2022. január 1.). Orges Aizanville, Braux-le-Châtel, Bricon, Châteauvillain, Cirfontaines-en-Azois és Pont-la-Ville községekkel határos.

## Népesség
A település népességének változása:
| Lakosok száma | 461  | 382  | 357  | 395  | 373  | 366  | 354  | 345  | 343  | 351  |
|               | 1968 | 1982 | 1990 | 2006 | 2013 | 2015 | 2017 | 2019 | 2020 | 2022 |